# Hargeisa
Hargeisa (en somali : Hargeysa ; en arabe : هرجيسا) est une ville située dans le nord-ouest de la Somalie. Elle est la capitale de la République du Somaliland, proclamée en 1991 et non reconnue par les instances internationales, ainsi que la ville principale de la région de Woqooyi Galbeed et de son Berbera (district) principal. On la surnomme la capitale des Abr Awal.

## Géographie
La ville est située à 245 km au sud-sud-est de Djibouti, à 80 km à l'est de Djidjiga, à proximité de la frontière avec l'Éthiopie. Elle est à 1300 mètres d'altitude.

## Histoire
Hargeisa a succédé à Berbera comme capitale de la Somalie britannique (Somaliland) en 1941. Elle l'est restée jusqu'en 1960, quand la colonie britannique a fusionné avec la Somalie italienne (Somalia) pour former la République de Somalie.
En 1988, le gouvernement du dictateur Mohamed Siad Barre bombarda la ville, la détruisit à 90 % et fit des milliers de morts dans le cadre du génocide des Isaaq. On y trouve de nombreuses fosses communes, datant de cette époque.
Elle est devenue la capitale du Somaliland lorsque ce pays a proclamé son indépendance en mai 1991, mais ce pays n'est toujours pas reconnu par la communauté internationale.

## Administration
Située dans la région de Maroodi Jeh au Somaliland, Hargeisa est le siège du Parlement du Somaliland, du palais présidentiel et des ministères du gouvernement.
Le premier maire d'Hargeisa en 1960 était Aadan Cumar fure, qui a occupé ce poste de 1950 à 1959. L'administration municipale actuelle est dirigée par Abdikarim Ahmed Mooge. Membre du parti Waddani, il a été élu maire lors des élections municipales de 2021 au Somaliland,.

## Enseignement supérieur
L’Université d'Hargeisa a été fondée en 2000.

## Culture
Hargeisa héberge depuis 2008 une foire internationale du livre,. Le Monde la décrit comme « l’un des rendez-vous les plus courus de la Corne de l’Afrique », rassemblant près de 10 000 visiteurs. Les organisateurs ont fondé en 2014 un centre culturel qui est chargé de collecter, pour conservation, les matériaux du patrimoine matériel et immatériel de la région.

## Transports

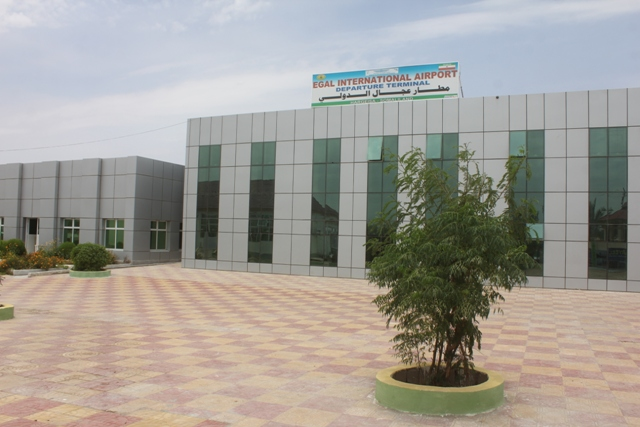
Entrée de l'aéroport d'Hargeisa

La ville est desservie par le transport aérien avec l'aéroport d'Hargeisa, le principal aéroport du Somaliland. On y trouve également un système de transport en commun par bus, un des plus fiables de la région.

## Lieux de culte
Parmi les lieux de culte, il y a principalement des mosquées musulmanes. Il y a aussi des églises et des temples chrétiens : Église catholique, églises protestantes, églises évangéliques.

## Culture
La foire du livre  est créée en 2008 par Jama Musse Jama, universitaire somalien enseignant à l’université de Pise et sa compagne, Ayan Mahamoud. Cette année, seuls quelques livres empruntés à des bibliothèques de particuliers sont exposés, et la fréquentation ne dépasse pas les 200 personnes. Mais, année après année, voit sa fréquentation croître (quelques milliers de personnes en 2015), elle obtient une certaine reconnaissance, prend une dimension internationale et a un effet d’entraînement à l’intérieur du pays : des clubs de lecture et des bibliothèques sont créées,. Des jeunes se sont mis à écrire, et des auteurs et autrices ont émergé, des livres commencent à être édités dans le Somaliland. La foire devient un lieu d’échanges culturels, mais aussi intellectuels. Sa durée va jusqu’à une semaine, devient l’occasion de spectacles y compris à tonalité politique. Elle est une des vitrines du pays, qui se tient au centre culturel d’Hargeisa, construit en 2014 à l’initiative d'Ayan Mahamoud. En 2015, l’invité d’honneur était le Nigéria, et en 2018,  le Rwanda. Dès le début des années 2010, un festival similaire est organisé à Londres en octobre, ce qui donne de l’écho à la foire et en 2015, le festival Women of the World est invité.

## Personnalités liées à la ville
- Edna Adan Ismaïl (1937, -), ministre née à Hergeisa, fondatrice et directrice de la maternité Edna Adan dans cette ville.

## Galerie

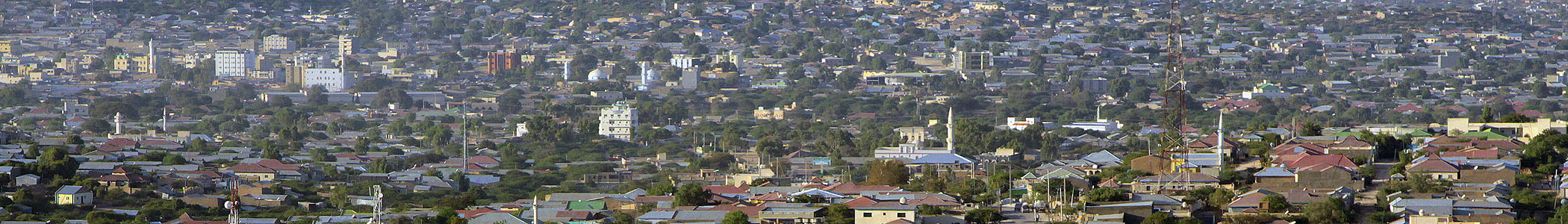
Panorama d'Hargeisa

## Jumelage
- Khartoum (Soudan)